# Караулка
Караулка — деревня в Толмачёвском городском поселении Лужского района Ленинградской области.

## История
В XIX — начале XX века деревня административно относилась к Перечицкой волости 1-го земского участка 1-го стана Лужского уезда Санкт-Петербургской губернии.
По данным «Памятной книжки Санкт-Петербургской губернии» за 1905 год деревня называлась Ляпуновский Двор и входила в Поддубское сельское общество.
В декабре 1917 года в деревне Ляпунов Двор скрывался председатель свергнутого Временного правительства России А. Ф. Керенский.
По данным 1933 года дачный посёлок Ляпунов Двор входил в состав Толмачёвского сельсовета Лужского района.
По данным 1966, 1973 и 1990 годов деревня называлась Караулка и также входила в состав Толмачёвского сельсовета.
В 1997 году в деревне Караулка Толмачёвской волости проживали 7 человек, в 2002 году — также 7 человек (русские — 57 %, украинцы — 29 %).
В 2007 году в деревне Караулка Толмачёвского ГП проживали 2 человека.

## География
Деревня расположена в центральной части района к западу от автодороги Р23 «Псков» (E 95, Санкт-Петербург — граница с Белоруссией).
Расстояние до административного центра поселения — 15 км.
Расстояние до ближайшей железнодорожной станции Толмачёво — 9 км.
Деревня находится на правом берегу реки Ящера.

## Демография
| 1997 | 2007 | 2010 | 2017 |
| ---- | ---- | ---- | ---- |
| 7    | ↘2   | ↘0   | ↗6   |